# Ophiostoma ulmi
Ophiostoma ulmi (synoniemen: Ceratocystis ulmi, Graphium ulmi) is een schimmel die behoort tot de familie Ceratocystidaceae van de ascomyceten. De schimmel veroorzaakt iepenziekte en heeft n=8 chromosomen.
De schimmel groeit in houtvaten van de boom. De boom produceert als reactie thyllen, blazen in de vaten, om de groei van de schimmel te stoppen, maar daardoor raken die vaten ook verstopt. De schimmel kan van het ene houtvat in het andere komen waardoor er zoveel houtvaten verstopt raken dat de boom afsterft. De schimmel wordt verspreid door de grote iepenspintkever (Scolytus scolytus) en de kleine iepenspintkever  (Scolytus multistriatus).

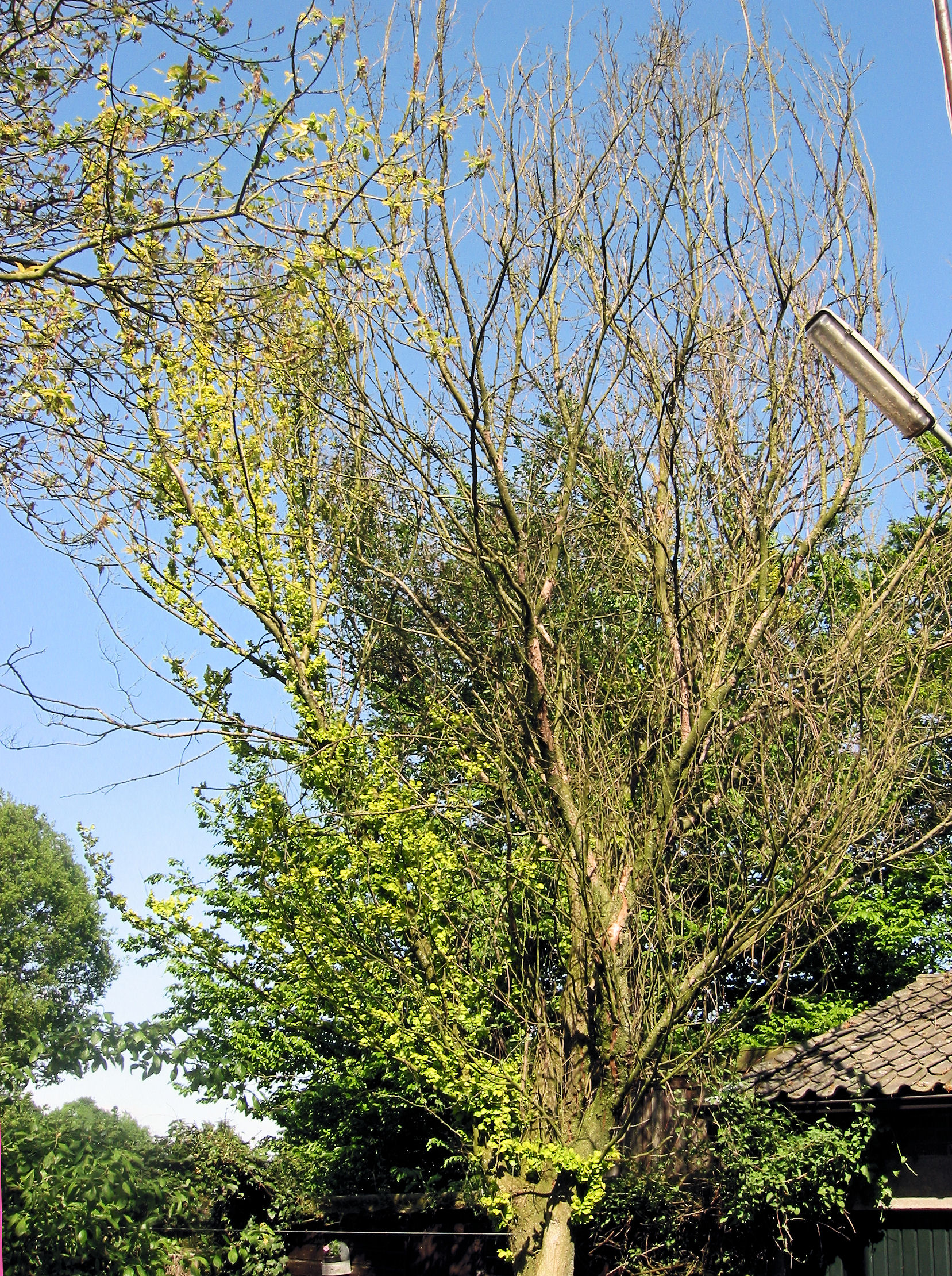
Iepenziekte op goudiep (Ulmus hollandica 'Wredei') (let op de dode takken) (11 mei 2008)

## Geschiedenis
Ophiostoma ulmi is waarschijnlijk afkomstig uit Oost-Azië en werd voor het eerst geconstateerd in 1918 in Noord-Brabant en Noord-Frankrijk. Omdat Bea Schwarz en Christine Buisman werkzaam onder leiding van Johanna Westerdijk, die ziekte voor het eerst beschreven, wordt die in het Engels 'Dutch elm disease' genoemd.
In Noord-Amerika ontwikkelde zich een agressievere variant Ophiostoma novo-ulmi, die er in de jaren zeventig voor zorgde dat veel bomen afstierven. Na het jaar 2000 kwam er een nieuwe ziektegolf in Nederland die onder de overgebleven bomen en nieuwe aanplant flink huishoudt.

## Beschrijving
Ophiostoma ulmi vormt twee soorten conidia. In het xyleem van levende iepen worden in het sporothrix stadium op korte, 10 - 30 µm lange conidioforen ovale conidia gevormd. Deze conidia vermeerderen zich in de xyleemvaten net zoals gisten door knopvorming. Ze kiemen en verspreiden zo het mycelium door de boom. De schimmeldraden zijn 1 - 6 µm dikke en hebben tussenwanden. In afstervende of pas afgestorven bomen vormen in het graphium stadium gekiemde conidia in de bast en in de door de kevers gegraven gangen mycelium, dat kleverige conidia op rechtopgaande, donker gekleurde, 1 –2 mm lange coremia met een bijna kleurloze ronde kop vormt. De kevers verspreiden de kleverige sporen naar andere bomen.
Op de voedingsbodem van Mout Extract Agar (MEA) vormt Ophiostoma ulmi na zeven dagen in het donker bij 20 °C gevolgd door tien dagen in diffuus daglicht een crème-wit tot geelbruin mycelium.
De schimmel is heterothallisch. Als twee verschillende paringstypen op iepenhout elkaar tegenkomen worden perithecia gevormd. De zwarte voet van het perithecium is rond en 100-150 µm breed. De zwarte nek is 280-420 µm lang en heeft veel 20-60 × 1-2 µm grote gesepteerde hyfen. De dunwandige, doorzichtige sporenzakjes zijn rond tot ovaal. De 4,5-6 × 1-1,5 µm grote ascosporen hebben geen tussenwanden en zitten in kleverige hoopjes, die door de kevers verspreid worden.

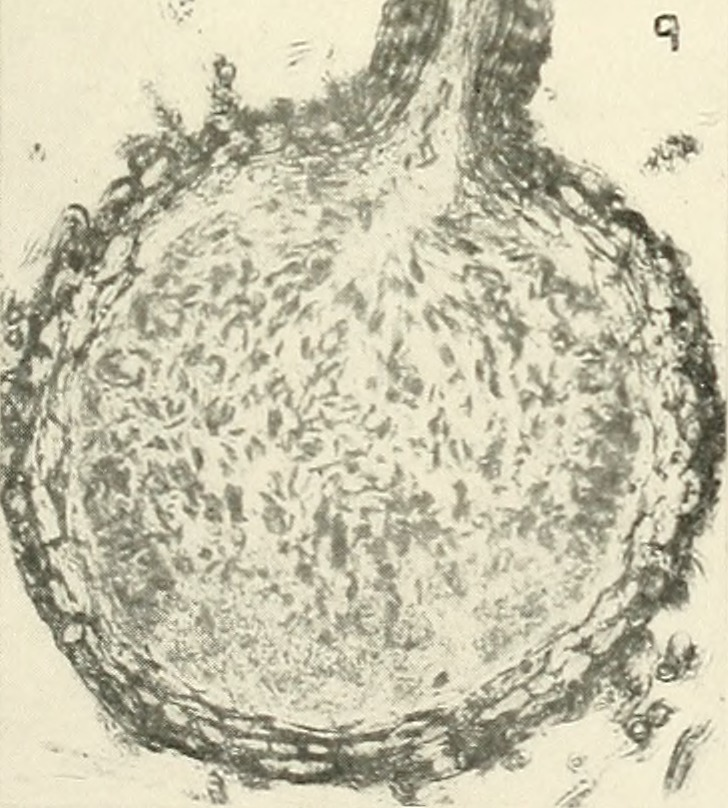
Perithecium
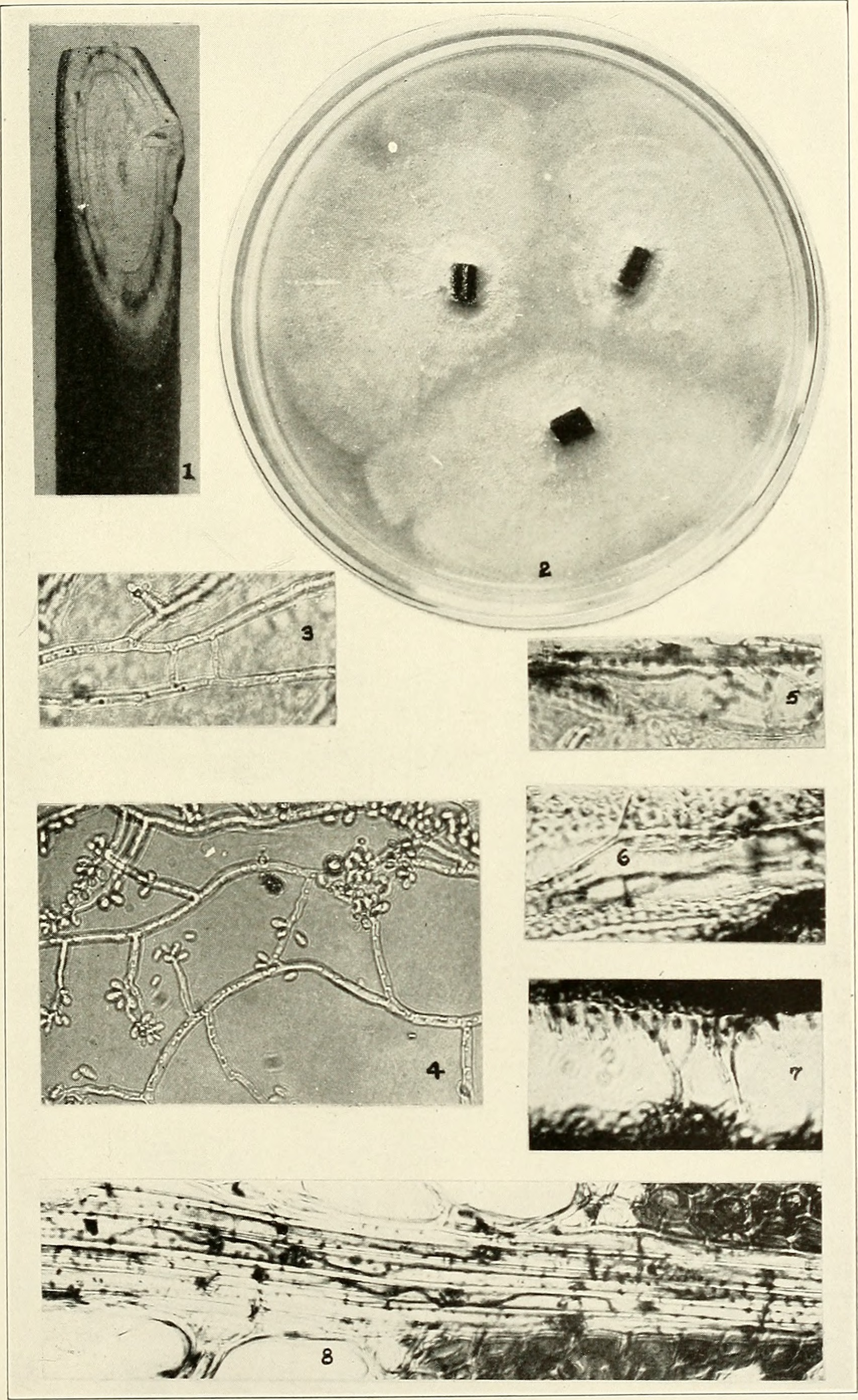
Sporothrix stadium: 4. Conidioforen met conidia
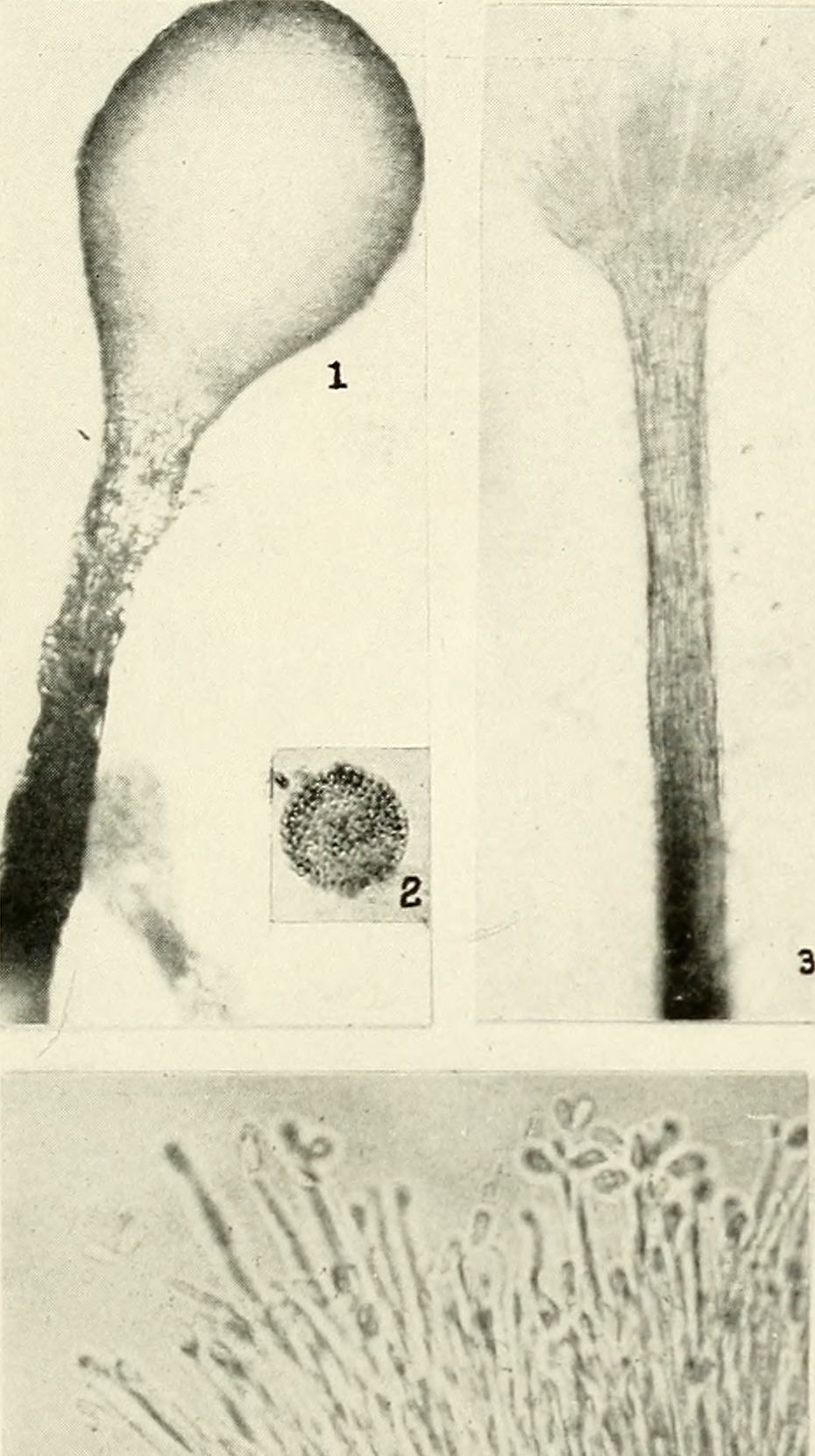
Graphium stadium: Coremium met conidia